# Begonia ornithocarpa
Begonia ornithocarpa là một loài thực vật có hoa trong họ Thu hải đường. Loài này được Standl. mô tả khoa học đầu tiên năm 1929.